# Агбовиль
Агбови́ль (фр. Agboville) — город в департаменте Агбовиль, Кот-д’Ивуар, в области Агнеби. Он находится недалеко от Абиджана. Местные этнические группы — аббаты. Аббаты — одни из более 60 этнических групп, представленных в Кот-д’Ивуаре. У этих людей есть много традиций, связанных с семьей и друзьями. Один важный праздник для аббатства — «La fête des ignames» или «Фестиваль ямса». Исторически сложилось так, празднование приходилось на время урожая ямса, и потому он был важнейшим ресурсом для региона.
В городе также есть римско-католическая епархия Агбовиль.

## Транспорт

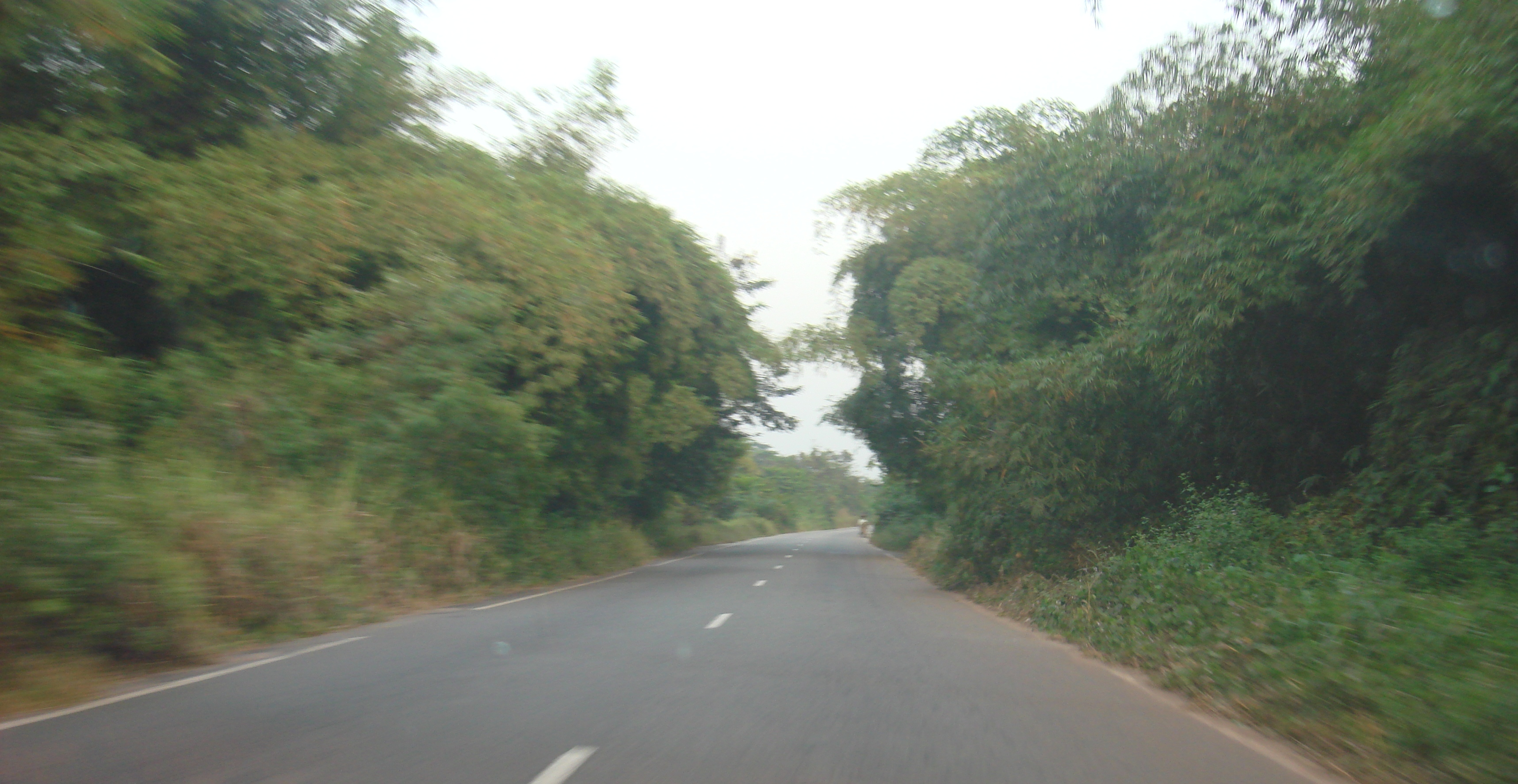
Автомобильная дорога

Агбовиль обслуживает станция национальной железнодорожной сети.